# 元樂尚
元樂尚（565年—640年），河南郡洛阳县人，北魏宗室后裔，開府元晟第二女。

## 生平
元樂尚十五歲那年被選入後宮，冊為貴妃，之後在大象元年（579年）七月，被冊立為天右皇后，大象二年（580年）二月又改冊為天右大皇后。她和北周宣帝皇后之一的天中大皇后陳月儀，同時間一同被選入宮中，又都被冊封為相等地位的貴妃位號，而往後的升為皇后，和冊后大典，元樂尚都和陳月儀同時同日舉行，再加上北周宣帝寵擅兩人，各方面的待遇和禮數都相等，兩人又同齡，這許多的巧合和共通點，使的身為天右大皇后的元樂尚，和天中大皇后陳月儀，兩人之間感情非常好。
在北周宣帝駕崩后，元樂尚出家，法名華勝。北周宣帝的五位皇后，除元配楊麗華之外，在他駕崩后紛紛出家為尼。而天大皇后朱滿月和天左大皇后尉遲熾繁等幾位皇后，都先後在隋朝時紛紛去世。而在北周宣帝所有遺孀中，感情最好的為天右大皇后元樂尚、天中大皇后陳月儀，兩人出家后，都活到了唐朝。

## 參看
- 中國古代後宮制度

## 外部連結
[在维基数据编辑]
 《北史·卷014》，出自李延壽《北史》